# Calotes bhutanensis
Calotes bhutanensis là một loài thằn lằn trong họ Agamidae. Loài này được Biswas mô tả khoa học đầu tiên năm 1975.